# Eclair (Gebäck)

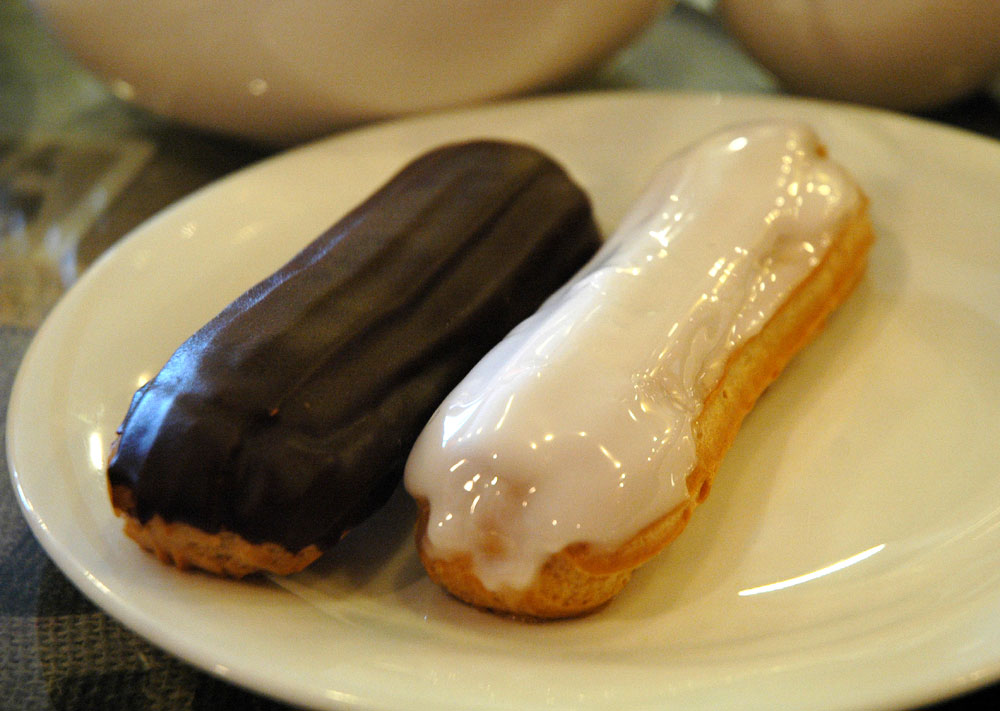
Eclairs

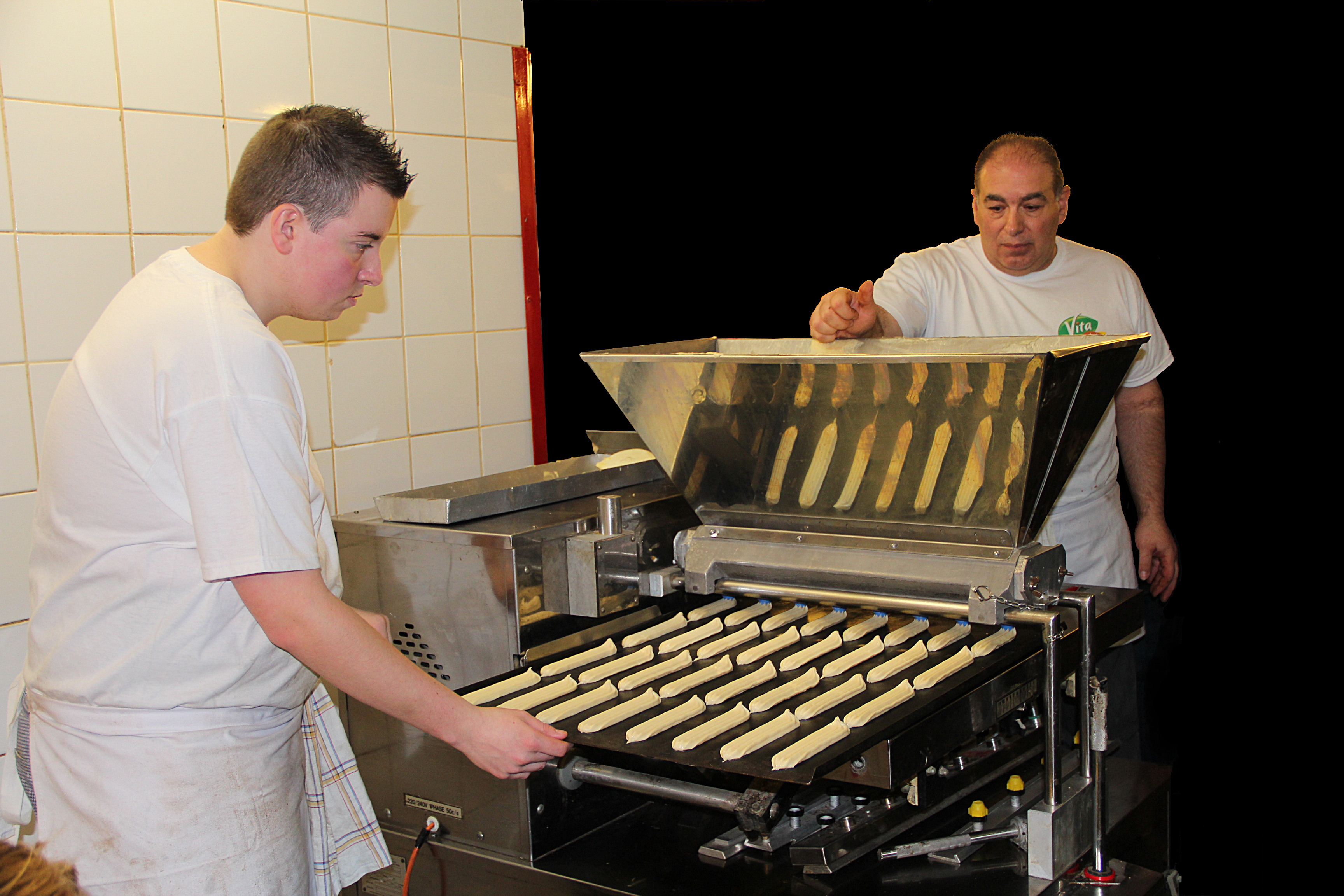
Automatisches Aufdressieren von Eclairs

Ein Eclair [eˈklɛːɐ̯] (französisch éclair, „Blitz“), in Deutschland auch als Liebesknochen, Hasenpfote oder Kaffeestange bezeichnet, ist ein walzenförmiges gefülltes Gebäck aus Brandteig französischen Ursprungs. Die Füllung kann aus Erdbeer-, Himbeer-, Kaffee-, Schokoladen-, Vanillecreme, Sahne oder Pudding bestehen. Oft ist es mit Fondant oder einer Glasur überzogen.
Der Name soll sich davon ableiten, dass das Gebäck so schnell „wie der Blitz“ gegessen ist. Der französische Koch und Konditor Jules Gouffé bezeichnet in seinem livre de pâtisserie (Konditoreibuch; erschienen 1873) Eclairs noch als „pains à la duchesse“, merkt aber an, dass sie seit zwanzig Jahren als „éclairs“ bezeichnet würden.
Zur Herstellung von Eclairs wird die Brandteigmasse mit einer großen Sterntülle aufdressiert und auf dem Blech oder in einem Backkasten mit viel Dampf bei ca. 220 °C gebacken.